# Deborah Ann Woll
Deborah Ann Woll (Brooklyn, Nueva York; 7 de febrero de 1985) es una actriz estadounidense conocida por las series True Blood (2008) y Marvel's Daredevil (2015).
Deborah Ann Woll apareció en diversas series como en El Mentalista, Life, Me llamo Earl y CSI: Crime Scene Investigation, pero su oportunidad llegó cuando se presentó al casting de la serie True Blood para realizar el papel de Jessica Hamby, siendo seleccionada. Para adaptarse más al personaje, se tiñó el pelo de rojo. 
Gracias a su participación en True Blood, comenzó a obtener una mayor fama y llegó a ganar un Satellite Awards. Apareció en películas como Mother's Day, interpretando a Lidia Koffin; en  Catch .44, Highland Park y Ruby Sparks.
En 2014, se confirmó que Deborah interpretaría a Karen Page en la serie original de Netflix: Marvel's Daredevil; después de su estreno y debido a su gran éxito, Netflix consiguió más de 62 millones de clientes.
Después de True Blood, Deborah apareció en varios programas como Good Day L.A., Hell's Kitchen y Big Morning Buzz Live. También obtuvo popularidad en internet por su pequeño blog True Blood:Jessica's Blog, donde interpreta a Jessica Hamby siguiendo la historia de la pequeña vampiresa. Ha aparecido en revistas como Bello y Nylon.

## Biografía
Deborah Ann Woll, de ascendencia irlandesa y alemana, nació y creció en Brooklyn, Nueva York, donde también estudió secundaria en el instituto Packer Collegiate. Comenzó a tocar el piano y fue a clases de baile desde muy joven, aunque cuando se trasladó al instituto, sus intereses se centraron únicamente en la interpretación.Participó durante diez años en producciones teatrales y hasta en una compañía de teatro de Nueva York, pero se mudó con el fin de obtener una mayor libertad en el mundo del cine y la televisión.

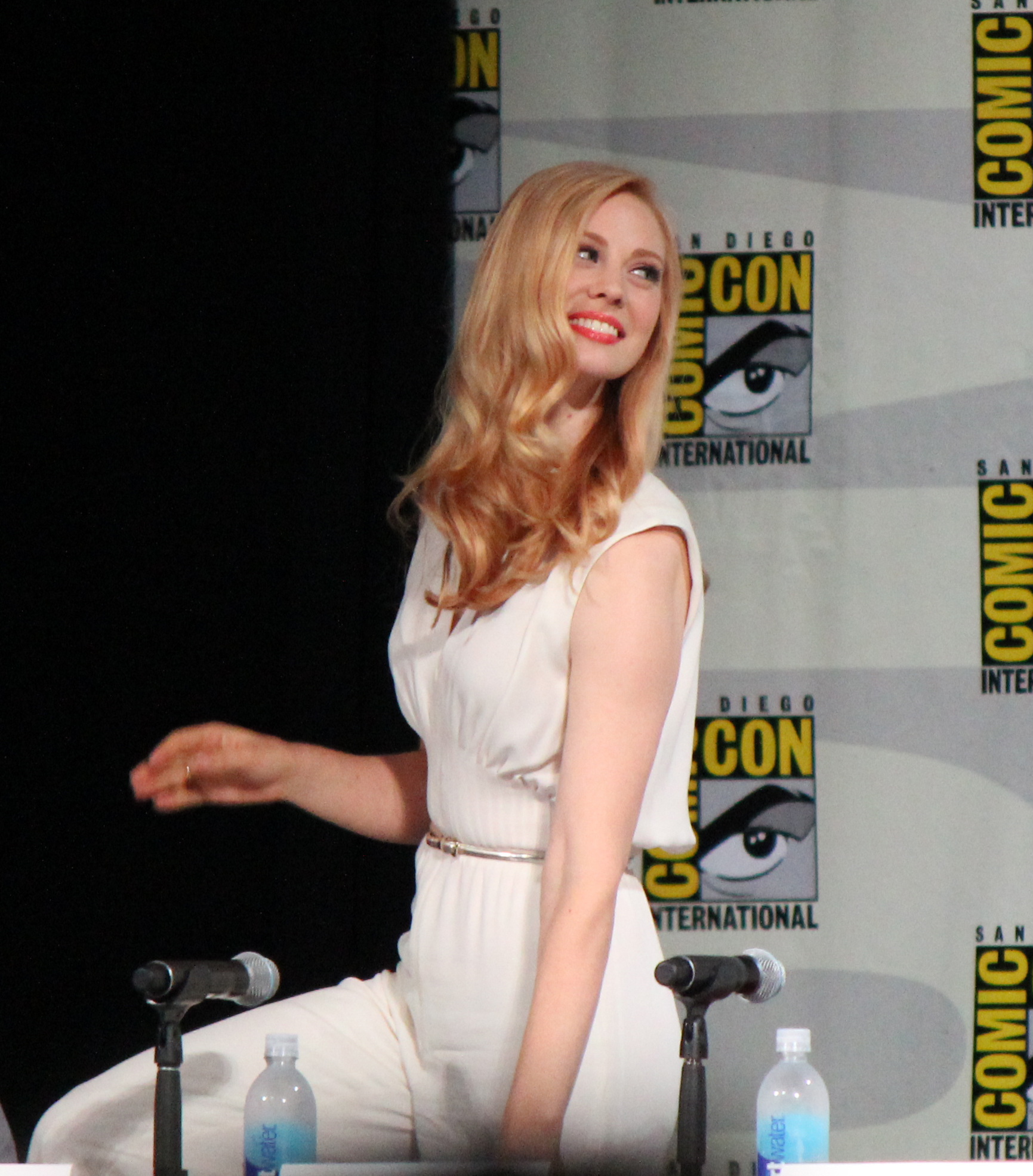
Deborah Ann Woll en la Comic-Con de 2014.

Más tarde, se matriculó en la facultad de teatro de la Universidad del sur de California en Los Ángeles, donde reside actualmente. Su madre es profesora de inglés en la escuela Carroll en Brooklyn.
Mantiene una relación con Edward Scott desde 2007, con el que se casó en 2018.
Deborah Ann Woll es conocida por ser una gran aficionada al juego de rol Dungeons and Dragons, en el cual hace de Dungeon Master (directora de juego).

## Vida personal
El esposo de Deborah, Edward 'EJ' Scott, y su familia, comparten una enfermedad llamada coroideremia, que hace que el enfermo pierda poco a poco la visión. 
Woll usa su fama para abogar por ellos y por otras personas con la misma enfermedad, diciendo en varias entrevistas que la valentía de su novio le ha dado fuerzas para luchar contra su propia enfermedad, la celiaquía.
Woll es una entusiasta jugadora de Dungeons & Dragons.

## Carrera

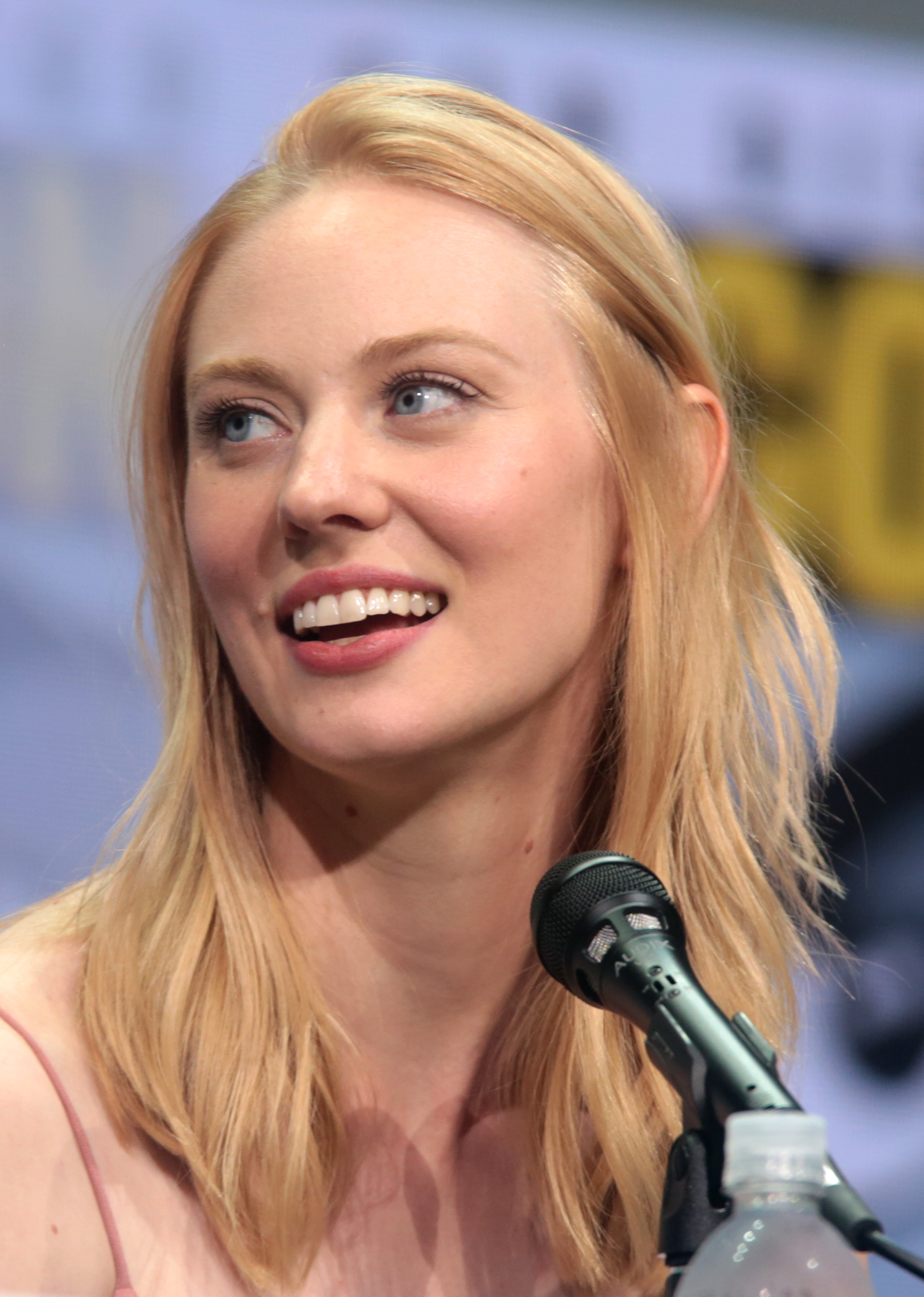
Deborah Ann Woll en la Comic-Con en 2017.

Empezó su carrera en la pequeña pantalla con pequeños papeles en series como: Urgencias, CSI (Episodio 17 de la temporada 8), My Name Is Earl, El mentalista y Ley y Orden: Unidad de Víctimas Especiales. Más tarde recibió su papel estelar como la vampiresa Jessica Hamby, en la serie de televisión True Blood, original de HBO. Para ayudar a prepararse el papel, vio durante varios días numerosas imágenes de animales atacados.

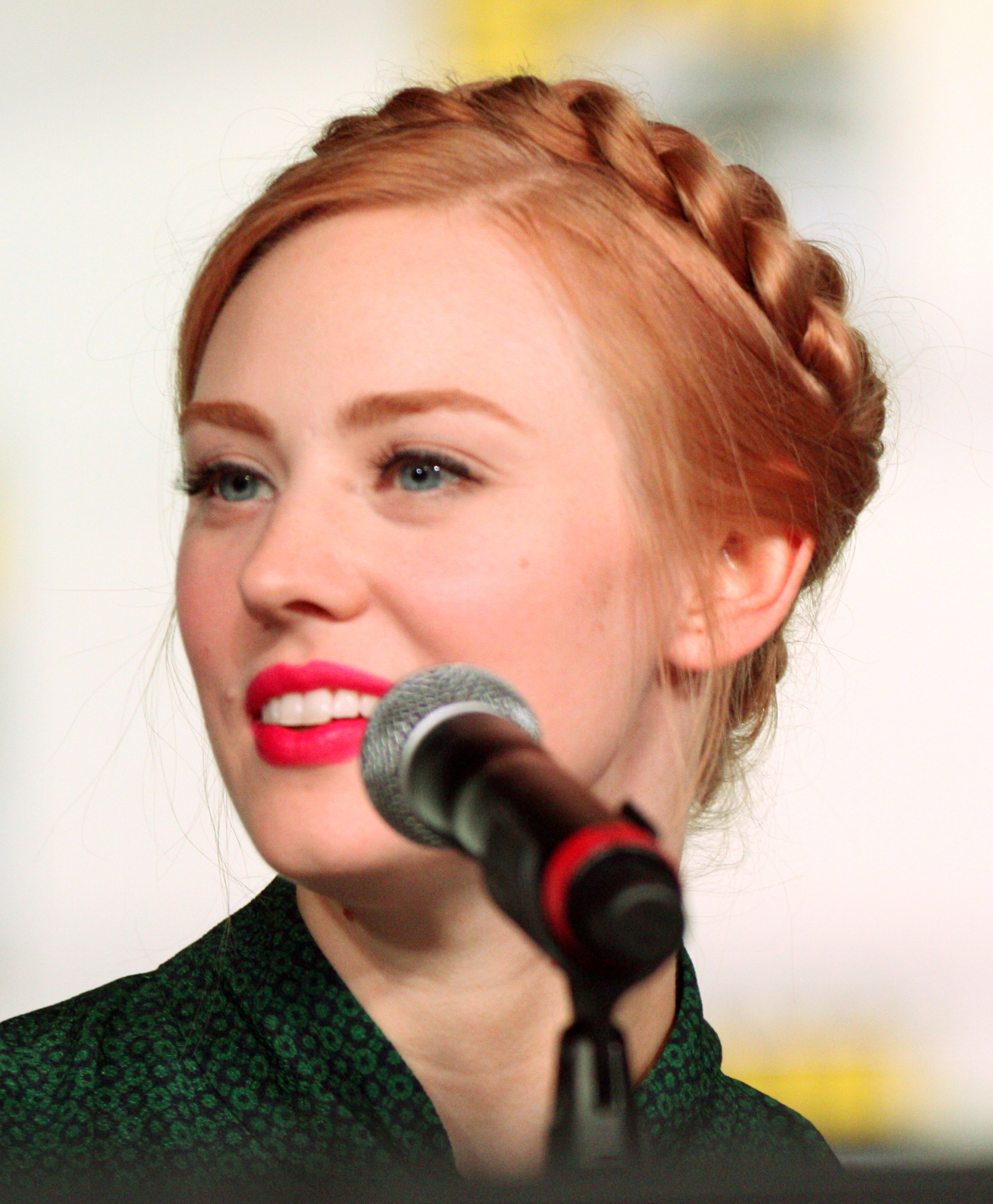
Deborah Ann Woll en la
Comic-Con de True Blood.

A raíz del éxito de True Blood, a Deborah le ofrecieron varios papeles en películas, como el remake de la película de terror de 1980 Mother's Day, Little Murder y Highland Park.
En verano de 2010, durante los descansos de True Blood, comenzó el rodaje de Catch .44, una película de acción en la que comparte protagonismo con Bruce Willis, Malin Akerman, Nikki Reed y Forest Whitaker. Una vez terminado dicho rodaje, se incorporó al de los dramas Seven Days in Utopia y Someday This Pain Will Be Useful To You. Aunque Deborah estuvo a punto de interpretar a la hija de Philip Seymour Hoffman en la nueva película de Paul Thomas Anderson titulada The Master, terminó participando en la película The Carrier. Interpretó a Karen Page en Daredevil, una serie original de Netflix que se estrenó en 2015, durante tres temporadas. Ella regreso a interpretar este mismo papel el 2025, en la serie Daredevil: Born Again dentro del Universo Cinematográfico de Marvel Studios.

## Filmografía

### Películas
| Año  | Título                                  | Personaje        |
| ---- | --------------------------------------- | ---------------- |
| 2008 | Aces 'N' Eights                         | Mujer alterada   |
| 2008 | La Cachette                             | Sarah            |
| 2010 | Mother's Day                            | Lydia Koffin     |
| 2010 | Little Murder                           | Molly            |
| 2011 | Seven Days in Utopia                    | Sarah            |
| 2011 | Catch .44                               | Dawn             |
| 2011 | Someday This Pain Will Be Useful To You | Gillian Sveck    |
| 2012 | Ruby Sparks                             | Layla            |
| 2012 | The Carrier                             | Debra (voz)      |
| 2013 | Highland Park                           | Lilly            |
| 2013 | Running Blind                           | Deborah Ann Woll |
| 2014 | Meet Me in Montenegro                   | Wendy            |
| 2015 | Forever                                 | Alice            |
| 2015 | The Automatic Hate                      | Cassie           |
| 2019 | Escape Room                             | Amanda Harper    |

### Series
| Año       | Título                            | Personaje       | Notas                                                    |
| --------- | --------------------------------- | --------------- | -------------------------------------------------------- |
| 2007      | Life                              | Nancy Wiscinski | 1 episodio                                               |
| 2008      | Aces 'N' Eights                   | Terrified Woman |                                                          |
| 2008      | ER                                | Aurora Quill    | Temporada 14 Episodio 14                                 |
| 2008      | My Name Is Earl                   | Greta           | Temporada 3 Episodio 21                                  |
| 2008      | CSI: Crime Scene Investigation    | Stephane        | 1 episodio                                               |
| 2008      | The Mentalist                     | Kerry Sheehan   | 1 episodio                                               |
| 2008-2014 | True Blood                        | Jessica Hamby   | Protagonista - temporadas 1,2,3,4,5,6,7 (60 episodios)   |
| 2009      | Law & Order: Special Victims Unit | Lily Milton     | 1 episodio                                               |
| 2010      | A Drop of True Blood              | Jessica Hamby   | Especial de True Blood                                   |
| 2013      | Axe Cop                           | Hada (voz)      | 1 episodio                                               |
| 2015-2018 | Marvel's Daredevil                | Karen Page      | Protagonista, (36 episodios) - Serie original de Netflix |
| 2017      | Los Defensores                    | Karen Page      | Secundario, (4 episodios) - Serie original de Netflix    |
| 2017-2019 | The Punisher                      | Karen Page      | Secundario, (4 episodios) - Serie original de Netflix    |

### Videojuegos
| Año  | Título               | Personaje |
| ---- | -------------------- | --------- |
| 2022 | God of War: Ragnarök | Faye      |

### Teatro
| Año  | Título     | Personaje     | Notas                                            |
| ---- | ---------- | ------------- | ------------------------------------------------ |
| 2013 | Parfumerie | Amalia Balash | Wallis Annenberg Center para las Artes Escénicas |

## Premios y nominaciones

### Premios del Sindicato de Actores
| Año  | Categoría                           | Trabajo    | Resultado |
| ---- | ----------------------------------- | ---------- | --------- |
| 2010 | Mejor Reparto de Televisión - Drama | True Blood | Nominada  |

### Otros premios
| Año  | Premiación               | Categoría                                           | Trabajo    | Resultado |
| ---- | ------------------------ | --------------------------------------------------- | ---------- | --------- |
| 2009 | Satellite Awards         | Mejor Reparto - Televisión                          | True Blood | Ganadora  |
| 2010 | Scream Awards            | Interpretación Revelación - Mujer                   | True Blood | Nominada  |
| 2015 | Fangoria Chainsaw Awards | Mejor Actriz de Reparto - Televisión                | True Blood | Nominada  |
| 2019 | Saturn Award             | Mejor Actriz de Reparto - Presentación en Streaming | Daredevil  | Nominada  |